# 石花
石花（学名：Corallodiscus flabellatus），为苦苣苔科珊瑚苣苔属下的一个植物变种。多年生草本植物。叶基生，似莲座状。叶片呈宽倒卵形、扇形。聚伞花序，花冠筒状。分布于中国云南省、四川省、西藏自治区。